# 徐安贞
徐安贞（?—?），原名徐楚璧，信安郡龙丘县（今浙江省龙游县）人，唐朝政治人物。
善写五言诗。初应制举，一年三次登甲科，后改名徐安贞。唐玄宗即位，张说、陆坚、张九龄、徐安贞、张垍等，召入禁中，谓之翰林待诏。唐玄宗诏命在东都乾元殿东厢整理内府旧书，褚无量主持。闻喜尉卢僎、江夏尉陆去泰、左监门率府胄曹参军王择从、武陟尉徐楚璧分部雠定。国子博士尹知章、四门助教王直、直国子监赵玄默，陆浑丞吴绰、桑泉尉韦述、扶风丞马利征、湖州司功参军刘彦直、临汝丞宋辞玉、恭陵丞陆绍伯、新郑尉李子钊、杭州参军殷践猷、梓潼尉解崇质、四门直讲余钦、进士王惬、刘仲丘、右威卫参军侯行果、邢州司户参军袁晖、海州录事参军晁良、右率府胄曹参军毋煚、荥阳主簿王湾、太常寺太祝郑良金等分部撰次，殷践猷从弟秘书丞殷承业、武陟尉徐楚璧是正文字。开元年间为中书舍人、集贤院学士，唐玄宗每次写文章、作手诏，多命他起草。席豫、韩休、许景先、徐安贞、孙逖相继掌制诰。官至中书侍郎，在中书省久，当时李林甫主政，有人说计谋他多所参助。韦斌转任国子司业，徐安贞、王维、崔颢，都推重他。《御刊定礼记月令》一卷，由集贤院学士李林甫、陈希烈、徐安贞、直学士刘光谦齐光乂陆善经、脩撰官史玄晏、待制官梁令瓚等注解。徐安贞封东海县子，天宝初年去世。